# Тилинг (лунный кратер)
Кратер Тилинг (лат. Tiling) — крупный ударный кратер в южном полушарии обратной стороны Луны. Название присвоено в честь одного из основоположников ракетостроения, немецкого инженера Рейнхольда Тилинга (1890—1933) и утверждено Международным астрономическим союзом в 1970 г.

## Описание кратера

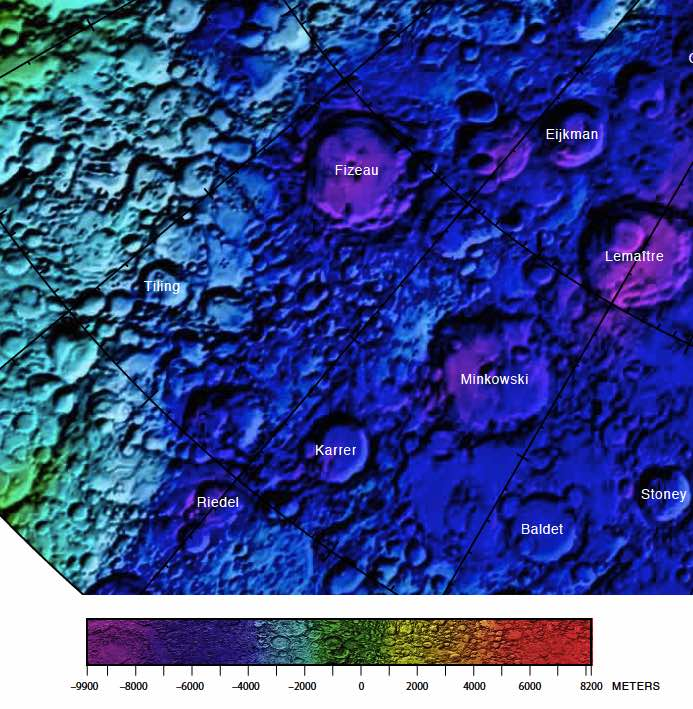
Окрестности кратера Тилинг. Фрагмент карты района южного полюса Луны.

Ближайшими соседями кратера Тилинг являются кратер Каррер на западе; кратер Ридель на северо-западе и кратер Физо на юге. Селенографические координаты центра кратера 52°51′ ю. ш. 133°07′ в. д. / 52,85° ю. ш. 133,11° в. д., диаметр 38,2 км, глубина 2,2 км
Кратер Тилинг имеет близкую к циркулярной форму и значительно разрушен.  Вал сглажен, западная часть вала отмечена маленьким чашеобразным кратером с высоким альбедо. Высота вала над окружающей местностью достигает 1010 м, объем кратера составляет приблизительно 1100 км³. Дно чаши ровное, в северной части отмечено множеством мелких кратеров. Юго-восточная часть чаши и внутреннего склона прорезана узкой бороздой, радиальной по отношению к центру чаши.
На севере-северо-востоке от кратера расположена широкая борозда, проходящая вдоль сателлитных кратеров Тилинг D и Тилинг C. Несколько подобных борозд расположено далее на востоке и северо-востоке, все эти борозды являются радиальными по отношению к Морю Восточному.

## Сателлитные кратеры

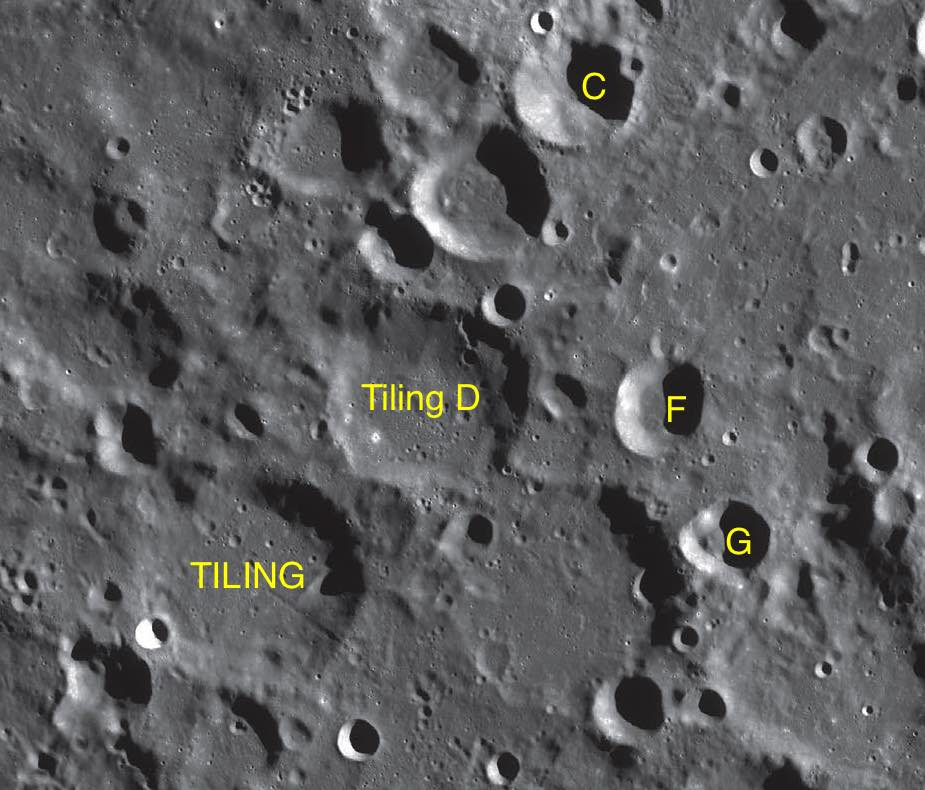
Фрагмент карты LAC-134.

| Тилинг | Координаты                                              | Диаметр, км |
| ------ | ------------------------------------------------------- | ----------- |
| C      | 50°17′ ю. ш. 129°47′ в. д. / 50,29° ю. ш. 129,78° в. д. | 20,4        |
| D      | 51°56′ ю. ш. 131°19′ в. д. / 51,94° ю. ш. 131,32° в. д. | 34,0        |
| F      | 52°05′ ю. ш. 129°13′ в. д. / 52,08° ю. ш. 129,22° в. д. | 16,1        |
| G      | 52°51′ ю. ш. 128°42′ в. д. / 52,85° ю. ш. 128,7° в. д.  | 15,3        |

## См.также
- Список кратеров на Луне
- Лунный кратер
- Морфологический каталог кратеров Луны
- Планетная номенклатура
- Селенография
- Минералогия Луны
- Геология Луны
- Поздняя тяжёлая бомбардировка